# 3928 Randa
A 3928 Randa (ideiglenes jelöléssel 1981 PG) a Naprendszer kisbolygóövében található aszteroida. Paul Wild fedezte fel 1981. augusztus 4-én.